# Свір
Свір (рос. Свирь, фін. Syväri, ест. Sviri, вепс. Süvär') — річка на північному сході Ленінградської області, Росія. Вона витікає з Онезького озера і впадає в Ладозьке озеро, з'єднуючи тим самим два найбільших озера Європи.

## Походження назви
Є припущення. що назва річки має північногерманське походження  (ср. др.-ісл. svíri "шия" ).

## Географічні відомості
Довжина річки 224 км, загальне падіння 23 м, з них 13 м припадає на порожисту ділянку верхньої течії. Площа водозбору 84 400 км². У верхній і нижній течії Свір прорізає широкі приозерні ділянки, в середньому  - смугу горбистого рельєфу і тече тут у вузькій і глибокій долині. Ширина річки у верхів'ях близько 700 м, в нижній течії кілька звужується, має розширення до 10-12 км в Івінському розливі. Глибина русла змінюється від 3,5 до 11 м, переважають глибини 5-7 м. Швидкість течії змінюється від 0,5 до 10,6 км/год. Рівень води в Свирі протягом року коливається мало внаслідок регулюючого впливу Онезького озера і гребель гідроелектростанцій. Замерзає річка в період з середини листопада до початку грудня, розкривається в середині-наприкінці квітня. Середня витрата води становить 610 м³/сек.
Річка тече в низинах, які в минулому були зайняті льодовиковими водоймами. Узбережжя Свірі - це здебільшого заросла лісом горбиста місцевість. У середній течії річки існували пороги, але після побудови на річці каскаду електростанцій греблі підняли рівень води, затопивши пороги і створивши глибоководний шлях на всьому протязі річки. Тут розташовуються Нижньосвірський (80 км від гирла) і Верхньосвірський (120 км від гирла) гідровузли. Водосховище Верхньосвірської ГЕС сформувало Івінський розлив або Верхньосвірське водосховище площею 183 км².

## Історія
До появи річки Свір стік з Онезького озера в Ладогу відбувався південніше - через річки Ошта-Тукша-Оять. Сучасна річка виникла близько 9500 років тому в результаті трансгресії південної частини Онезького озера, викликаної ізостатичним підняттям північної частини озерної улоговини. Під час формування русла річки рівень Онезького озера впав з позначки 75 метрів над рівнем моря до сучасних 33

## Господарське використання
Річка є частиною Волго-Балтійського водного шляху і Маріїнської водної системи, що передувала йому. На ній розташовано дві гідроелектростанції: Нижньо- і Верхньосвірську ГЕС. Свір прямує вздовж Александро-Свірського монастиря, який використовувався як Свірлаг (один з таборів мережі ГУЛАГу). Вздовж річки відбувались важкі бої за часів Радянсько-фінської війни (1941–1944). На правому березі, у гирлі річки Свір, розташовано Нижньосвірський заповідник..

## Головні притоки
- Оять
- Паша

## Головні міста
- Підпорожжя
- Лодєйне поле